# Igra prestolov
Igra prestolov (angleško A Game of Thrones) je fantazijski roman ameriškega pisatelja Georgea R.R. Martina, ki je prvič izšel 6. avgusta 1996. Skupaj s petimi do danes objavljenimi nadaljevanji tvori zbirko z naslovom Pesem ledu in ognja (angleško A Song of Ice and Fire). Roman je v slovenščini izšel leta 2007 v prevodu Boštjana Gorenca.

## Zgodba
Dogajanje je postavljeno v sedem kraljestev na celini Westeros, v svet, podoben srednjeveški Evropi. Zgodba opisuje politične igre vladarjev teh kraljestev skozi oči osmih likov na treh glavnih lokacijah: na celini, na obrambnem zidu iz ledu na skrajnem severu in na neimenovani vzhodni celini.

## Nadaljevanka
Leta 2011 je HBO posnel prvo sezono nadaljevanke, ki govori o sedmih kraljestvih. Prva sezona govori prav o dogodkih iz knjige Igra prestolov, prihodnje sezone pa bodo posnete po ostalih knjigah iz serije Pesem ledu in ognja.